# دولار جزر سليمان
الدولار السليماني هي العملة الوطنية في جزر سليمان والمعتمدة منذ عام 1977 من قبل استقلالها عن المملكة المتحدة، وينقسم الدولار السليماني إلى 100 سنت.